# お亀堂
株式会社お亀堂（おかめどう）は、愛知県豊橋市に本店がある和菓子店。「もっちりあん巻き」で知られる。

## 沿革
- 1950年 - 豊橋市広小路1丁目に甘味茶屋として創業。
- 1961年 - お亀堂有限会社石川商会を設立。
- 1998年 - あん巻きの発売を開始。
- 2001年 - 「とよはし花だより」が農林水産大臣賞を受賞[1]。
- 2008年 - 第25回全国菓子博覧会・兵庫にて金賞を受賞。
- 2015年 - あいちのお菓子総選挙にて理事長賞を受賞。
- 2017年
  - 全国菓子大博覧会・三重（お伊勢さん菓子博2017）にて「もっちりあん巻き」が金菓賞を受賞[2]。
  - 11月 - 同じく豊橋市内に工場を持つ有楽製菓の主力商品ブラックサンダーとコラボレーションしたあん巻きの発売を開始[3]。

## 商品
「もっちりあん巻き」は愛知県産のきぬあかりと青森県産のもち姫の2種類をブレンドした小麦粉が使用されたあんまきで、ふんわりもっちもちな食感の皮が特徴。関連商品を含めて、年間180万個が生産される。
2017年には有楽製菓のブラックサンダーとコラボレーションした「ブラックサンダーあん巻き」を発売し、販売開始から1年間で80万個を販売した。2019年7月には豊橋総合動植物公園（のんほいパーク）の博物館だけの専用パッケージ仕様が発売された。2019年には「愛知県ふるさと食品コンテスト最優秀賞」で愛知県1位、「優良ふるさと食品中央コンクール農林水産省食料産業局長賞」で全国1位を受賞しYahoo!ショッピングの和菓子部門で第1位になった 。

## 店舗
2025年2月現在。最新の情報は公式サイトを参照。
豊橋市
- 工場直売店[5] （南小池町）
- 藤沢店
- 岩田店
- カルミア店
- アピタ向山店
- 古民家カフェ

田原市
- 田原セントファーレ店

## マスコットキャラクター
お亀堂では「もっちりあん巻き」の販促用マスコットとしてあん巻き太郎（あんまきたろう）がある。
豊橋市内のワンネスデザインによりデザインされ、2015年（平成27年）6月8日から使用されている。独自のテーマソングやダンスも作成されており、三河地方各地のイベントに参加している。
「もっちりあん巻き」や「ブラックサンダーあん巻き」のパッケージにも使用されており、イベントや季節、商品によってあん巻き太郎の絵柄が変わっている。
佐野妙の漫画だもんで豊橋が好きって言っとるじゃん!では「ブラックサンダーあん巻き」とともに紹介されており、空木あんぐの4コマ漫画『金曜日はみどり定食大盛りマシマシ!』の第16話では「もっちりあん巻き」とともに紹介されている。